# Bataille du cap Colonne
Invasions musulmanes en Europe
Batailles
- Guadalete (711)
- Narbonne (719)
- Toulouse (721)
- Covadonga (722)
- Bordeaux (732)
- Poitiers (732)
- Avignon (737)
- Narbonne (737)
- Berre (737)
- Tourtour (973)
- Cap Colonne (982)

La bataille du cap Colonne, appelée aussi bataille de Stilo, opposa les armées de l'empereur Otton II et de ses alliés italo-lombards aux forces de l'émir kalbite de Sicile, Abu al-Qasim, le 13 ou le 14 juillet 982 près de Cap Colonna, Crotone en Calabre. Selon certaines sources[Lesquelles ?], les Sarrasins bénéficiaient de l'appui des Byzantins[réf. nécessaire], par rétorsion contre l'invasion de la province d'Apulie par Otton, mais cette thèse est controversée.

## Déroulement
Al-Qasim, qui avait décrété la guerre sainte (jihad) contre l'Empire romain germanique, ordonna le repli lorsque, parvenu près de Rossano, il prit conscience de l'importance des forces armées d'Otton. Alerté par la présence de quelques navires de l'imminence de la retraite ennemie, Otton laissa sous bonne garde dans cette ville sa femme et ses enfants, avec les bagages de sa cour et le trésor impérial, et entreprit d'attaquer l'émir. Lorsqu’al-Qasim réalisa que toute fuite lui était impossible, il rangea son armée en ordre de bataille au sud de Crotone, au cap Colonne. Après un choc violent, un corps de chevaliers germaniques détruisit le centre des Sarrasins et chargea vers la garde personnelle de l'émir al-Qasim, qui trouva la mort ; cependant sa garde tint bon, et parvint même à encercler l'armée impériale, massacrant un grand nombre de soldats.
Selon l'historien Ibn al-Athîr, il y eut environ 4 000 morts, dont Landolf IV de Bénévent, Henri Ier d'Augsbourg, le margrave Gunther de Merseburg, l'abbé de Fulda et plusieurs princes d'Empire. Othon doit prendre la fuite et atteindre à la nage un bateau grec qui lui donne refuge. Réfugié à Rossano, il cache sa réelle identité et ne revient à Rome que le 12 novembre 982.

## Conséquences
Cette défaite contraint Otton à fuir vers le nord : à Vérone, il convoque une assemblée de comtes lombards. Il dépêche vers la Germanie son neveu, le duc Otton Ier de Souabe et de Bavière, pour annoncer la nouvelle mais ce dernier meurt au cours de cette mission. La nouvelle est bientôt connue jusqu'au comté de Wessex, ce qui donne une idée de l'écho de cette défaite dans l'Occident chrétien. Le duc Bernard Ier de Saxe est sur le point de rejoindre le ban impérial lorsque des raids de Vikings danois le forcent à rebrousser chemin. À la bataille du Cap Colonne, les Saxons ont subi les pertes les plus lourdes. Lors de l'assemblée, Otton prend la précaution de faire proclamer roi d'Italie son fils Otton III et demande des renforts de Germanie. Mais il meurt l'année suivante sans avoir pu reprendre les opérations en Apulie.
La province du Mezzogiorno est atteinte. Outre Landolphe IV, ses frères Pandolphe II de Salerne et Atenolphe sont aussi morts au combat. Malgré le repli des troupes kalbides vers la Sicile, les Sarrasins au cours des années suivantes continueront de faire peser une menace constante sur les Grecs et les Lombards. Capoue et le Bénévent échoient entre-temps aux branches cadettes de la dynastie des Landulfides, tandis que Salerne est annexée par le duc Manson d’Amalfi.
En Germanie, les Slaves de l'Elbe, apprenant la défaite de l'empereur, se soulèvent avec leur chef Mistivoï contre leurs suzerains germaniques. Ainsi la germanisation et l'évangélisation des peuples slaves est ramenée plusieurs décennies en arrière.

## Source de traduction
- (en) Cet article est partiellement ou en totalité issu de l’article de Wikipédia en anglais intitulé « Battle of Stilo » (voir la liste des auteurs).